# 泉州广播电视台
泉州广播电视台是福建省泉州市的市级广播电视台，于1986年12月建台，1988年9月1日正式开播，现有国家广电总局正式批准的“新闻综合”、“影视剧”和“闽南语”3个频道，电视信号覆盖泉州地区以及金门、厦门、三明大田、莆田仙游、福州永泰、龙岩漳平、漳州的部分地区，节目覆盖面积超13000平方公里，收视人口超千万。

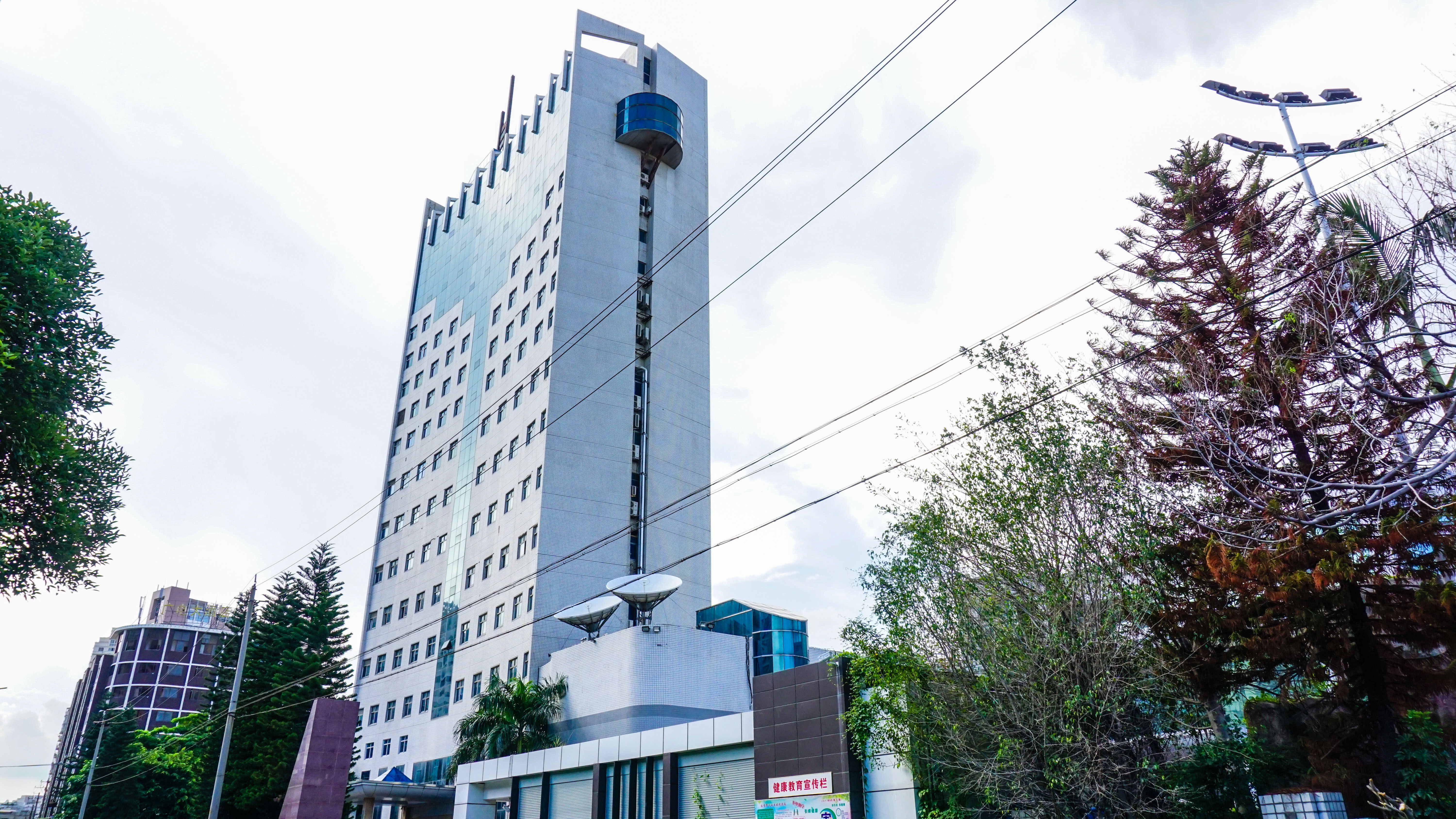
泉州广播电视中心大楼

## 历史
- 1986年3月，泉州电视台筹建。
- 1987年10月，泉州市人民政府批准泉州电视台编制建立。
- 1987年12月19日，广播电影电视部批准泉州电视台正式建台。
- 1988年2月16日，泉州电视台试办自制节目《泉州新闻》。
- 1988年9月1日，泉州电视台正式开播。开台初期，自制节目有《泉州新闻》、《侨乡周末》、《交通警报台》等。
- 1991年12月31日，泉州有线电视台开播。[2]
- 1994年10月1日，鲤城有线电视频道建台，次年2月18日正式设立鲤城有线电视台。
- 1997年，鲤城电视台、鲤城人民广播电台分别收归泉州有线电视台、泉州人民广播电台，统称泉州广播电视二台。当年12月28日，泉州电视台搬迁至现址田淮街66号的泉州市广播电视中心办公、播出。[3]
- 2001年7月1日，泉州电视台更名为泉州电视台1套。泉州有线电视台1套更名为泉州电视台2套，泉州有线电视台2套（泉州广播电视二台电视频道）更名为泉州电视台3套[4]。
- 2002年9月30日，泉州电视台1-3套分别更名为新闻综合频道、经济生活频道、影视文艺频道。并更换台标，由三色海鸥台标更换为金框QZ台标[5]。
- 2005年，泉州电视台2套再次更名为都市生活频道，3套更名为影视剧频道
- 2007年5月12日，泉州电视台闽南语频道开播，是第一个全部采用闽南语播出的综合频道，以泉州话节目为主、以闽南人文为特色、以“传承闽南文化，服务两岸乡亲”为频道宗旨，汇集了《咱厝人》、《泉州讲古》、《学说泉州话》等精品节目。
- 2012年8月16日，泉州电视台与泉州人民广播电台合并成立泉州广播电视台[6]。
- 2020年8月31日，泉州电视台1、4套模拟DS-3、DS-27频道停播，旗下所有频道转为数字化播出[7]。

泉州广播电视台 （2015.6.1 - 今）

## 电视台实力
泉州电视台拥有一支优良的采、编、播队伍，现有采编播人员300多人，专业设备齐全的800平方米演播中心1座，50-100平方米演播室7个，采用BTC广播级设备制作和播出节目，并向数字化方向发展
。配备大型电视转播车，具备强劲的现场采摄、现场直播、实况转播、后期制作能力。节目在全国电视行业竞赛评比中屡获大奖，是福建省最具实力的电视媒体之一。
- 1996年1月，首次购置6讯道模拟分量转播车，该转播车系用一部大客车改装而来。
- 2005年，泉州电视台花费1000万元人民币，购置8讯道数字标清转播车1部，采用沃尔沃底盘总成及索尼控件。[8]。2006年2月交付使用，随后淘汰旧有的6讯道模拟转播车[9]
- 2013年10月，泉州电视台再次向索尼采购10讯道高清转播车1部，并继续采用沃尔沃总成[10]，2014年3月20日交付使用。[11]
- 2017年8月，启动高清化改造程序，先后完成高清虚拟演播室、非编制作网及摄录一体机等的采购招标。
- 2018年7月，高清新闻网采购招标完成。由中科大洋获得本次标的。[12][13]
- 2020年8月，泉州电视台再次采购1部6讯道4K超高清转播车。11月，由北京环达汽车装配有限公司中标。[14]该车到位后将用以淘汰2005年购置的沃尔沃8讯道数字标清转播车。[15]
- 2020年12月，泉州电视台采购高标清同播系统及高清融媒体播控中心。预计2021年12月投入使用。改造后，泉州电视台所有频道将实现高清化播出。[16][17]
- 2021年12月28日，泉州电视台2-3-4套实现高标清同播，至此，泉州电视台所有频道均实现高清化播出。

## 旗下频道

### 电视频道

#### 播出中
| 頻道名稱     | 语言                | 广播格式                         | 啟播時間                                           | 频道前身 | 備註                                                                                         | 備註 |
| 新闻综合频道 | 普通話 闽南语泉州话 | 标清: 576i 16:9 高清: 1080i 16:9 | 标清：1988年9月1日 高标清16:9同播：2019年6月25日   | 泉州电视台（主频道）                                                                                              | 泉州市首个无线电视频道，以新闻、时事、专题节目为主的综合性电视频道                           |      |
| 影视剧频道   | 普通话              | 标清: 576i 16:9 高清: 1080i 16:9 | 标清：1994年10月1日 高标清16:9同播：2021年12月28日 | 鲤城有线电视频道 鲤城有线电视台 泉州有线电视台图文经济频道（泉州广播电视二台电视频道）:119 泉州电视台影视文艺频道 | 以电视剧、电影、娱乐节目为主的电视频道。2024年8月1日接替都市生活频道成为泉州电视台第二套节目 |      |
| 闽南语频道   | 泉州话              | 标清: 576i 16:9 高清: 1080i 16:9 | 标清：2007年5月12日 高标清16:9同播：2021年12月28日 | | 闽南语综合电视频道，2024年8月1日接替影视剧频道成为泉州电视台第三套节目                       |      |

#### 已停播
| 頻道名稱     | 语言   | 广播格式                         | 啟播時間                                            | 频道前身                                                             | 備註                                                                     | 備註 |
| 都市生活频道 | 普通話 | 标清: 576i 16:9 高清: 1080i 16:9 | 标清：1991年12月31日 高标清16:9同播：2021年12月28日 | 泉州有线电视台 泉州有线电视台影视综合频道:119 泉州电视台经济生活频道 | 泉州市首个有线电视频道，以生活服务节目为主的电视频道。2024年8月1日起停播 |      |

### 广播频率
| 頻道名稱     | 语言          | 广播格式     | 啟播時間      | 频道前身                                                                  | 備註                                                                                             | 備註 |
| 新闻综合广播 | 普通話        | FM88.9 AM576 | 1995年8月8日  | 泉州人民广播电台（主频率） 泉州人民广播电台综合广播:118                   | 泉州市首个广播频率，以新闻、时事、专题、公益、监督类节目为主的综合广播频率，2001年7月1日更为现名 |      |
| 交通之声广播 | 普通話 泉州话 | FM90.4       | 1992年12月1日 | 鲤城人民广播电台 泉州人民广播电台城市广播（泉州广播电视二台广播频率）:118 | 主要为驾车人士服务的广播频率，提供路况播报、生活资讯及服务类节目，2002年8月1日更为现名           |      |
| 经济生活广播 | 普通话        | FM92.3       | 2003年6月1日  | 泉州人民广播电台七彩调频 泉州人民广播电台都市之声广播                     | 主要提供生活服务、经济资讯、音乐、娱乐类节目的广播频率                                           |      |
| 刺桐之声广播 | 泉州话        | FM105.9      | 2005年9月29日 |                                                                           | 闽南语综合广播频率                                                                               |      |